# Croix de chemin de Belflou
La croix de chemin de Belflou est une croix située à Belflou, en France.

## Localisation
La croix est située sur la commune de Belflou, dans le département français de l'Aude.

## Historique
L'édifice est classé au titre des monuments historiques en 1941.